# Њитранска Стреда
Њитранска Стреда (слч. Nitrianska Streda) насељено је мјесто са административним статусом сеоске општине (слч. obec) у округу Топољчани, у Њитранском крају, Словачка Република.

## Становништво
| Година:    | 1994. | 2004.    | 2014.   | 2024.   |
| ---------- | ----- | -------- | ------- | ------- |
| Број људи: | 666   | 757      | 767     | 738     |
| Разлика:   |       | +13,66 % | +1,32 % | -3,78 % |

| Година:    | 2023. | 2024.   |
| ---------- | ----- | ------- |
| Број људи: | 741   | 738     |
| Разлика:   |       | -0,40 % |

Према подацима о броју становника из 2011. године насеље је имало 741 становника.